# Jason Davis
Jason Sidney Arthur Davis (St. Louis, 2 novembre 1983) è un ex giocatore di football americano statunitense.

## Nella NFL
Pur non essendo stato scelto al draft, è stato messo sotto contratto dai Philadelphia Eagles per la stagione 2006, durante la quale non ha tuttavia giocato nessuna partita.
Nella stagione 2007 ha fatto parte solamente della squadra di pratica.
Nella stagione 2008 è passato prima ai Chicago Bears, dove è rimasto nella squadra di pratica, per poi firmare il 28 ottobre con gli Oakland Raiders dove è diventato il secondo full back della squadra giocando una sola partita non da titolare. Il 19 novembre ha chiuso il suo contratto, per poi rifirmare con i Bears dove ha giocato 5 partite di cui 3 da titolare, facendo una corsa senza guadagnare nessuna iarda e una ricezione per 12 yard.
Il 10 settembre 2009 ha firmato con la squadra di pratica dei New York Jets.